# Adelaide River (Loddon River)
Der Adelaide River ist ein Fluss im Südwesten des australischen Bundesstaates Tasmanien. 

## Geografie
Der Fluss entspringt an den Nordhängen der Everlasting Hills im Nordteil des Franklin-Gordon-Wild-Rivers-Nationalparks. Von dort fließt er nach Nordwesten und mündet etwa drei Kilometer südlich der Franklin Hills in den Loddon River.